# Новомикільське (Старобільський район)
Новомикі́льське — село в Україні, у Міловській селищній громаді Старобільського району Луганської області. Населення становить 465 осіб.
Село постраждало внаслідок геноциду українського народу, проведеного урядом СРСР 1932—1933 та 1946—1947. Кількість встановлених жертв під час 1932—1933 років — 226 людей.
Уродженцем села є Сидоренко Олександр Васильович  — академік АН СРСР — 1966, Герой Соціалістичної Праці, міністр геології СРСР в 1965—1975 роках.

## Населення
За даними перепису 2001 року населення села становило 465 осіб, з них 90,11 % зазначили рідною мову українську, а 9,89 % — російську.

## Також
- Перелік населених пунктів, що постраждали від Голодомору 1932-1933, Луганська область